# Parmotrema subarnoldii
Parmotrema subarnoldii är en lavart som först beskrevs av Henry des Abbayes och som fick sitt nu gällande namn av Mason Ellsworth Hale. 
Parmotrema subarnoldii ingår i släktet Parmotrema och familjen Parmeliaceae. Inga underarter finns listade i Catalogue of Life.